# Bolívar (Virginia Occidental)
Bolívar es un pueblo ubicado en el condado de Jefferson en el estado estadounidense de Virginia Occidental. En el Censo de 2010 tenía una población de 1045 habitantes y una densidad poblacional de 923,29 personas por km².

## Geografía
Bolívar se encuentra ubicado en las coordenadas 39°19′27″N 77°45′6″O / 39.32417, -77.75167. Según la Oficina del Censo de los Estados Unidos, Bolívar tiene una superficie total de 1.13 km², de la cual 1.13 km² corresponden a tierra firme y (0%) 0 km² es agua.

## Demografía
Según el censo de 2010, había 1045 personas residiendo en Bolívar. La densidad de población era de 923,29 hab./km². De los 1045 habitantes, Bolívar estaba compuesto por el 93.4% blancos, el 4.5% eran afroamericanos, el 0.19% eran amerindios, el 0.29% eran asiáticos, el 0% eran isleños del Pacífico, el 0.29% eran de otras razas y el 1.34% pertenecían a dos o más razas. Del total de la población el 1.34% eran hispanos o latinos de cualquier raza.